# Bečice (České Budějovice-i járás)
Bečice község Csehországban, a České Budějovice-i járásban. Bečice Žimutice, Čenkov u Bechyně, Dobšice és Záhoří településekkel határos. Lakosainak száma 105 fő (2024. január 1.).

## Népesség
A település lakosságának változását az alábbi diagram mutatja:
| Lakosok száma | 347  | 274  | 246  | 195  | 144  | 98   | 93   | 101  | 111  | 105  |
|               | 1869 | 1900 | 1921 | 1961 | 1980 | 2011 | 2016 | 2019 | 2021 | 2024 |